# Bonhill
Bonhill (Both an Uillt in lingua scots) è una località della Scozia, situata nell'area di consiglio di Dunbartonshire Occidentale.